# Charles M. Seay
Pour les articles homonymes, voir Seay.
Charles Morgan Seay, né le 22 mai 1867 en Géorgie et mort le 12 novembre 1944 à Palestine au Texas est un réalisateur, scénariste, et acteur américain du cinéma muet.

## Filmographie partielle

### comme réalisateur
- 1910 : The Suit Case Mystery
- 1912 : The Public and Private Care of Infants
- 1914 : The Adventure of the Hasty Elopement
- 1914 : The Adventure of the Wrong Santa Claus